# (5014) Горчаков
(5014) Горчаков (лат. Gorchakov) — типичный астероид главного пояса, открыт 19 сентября 1974 года советским астрономом Людмилой Черных в Крымской астрофизической обсерватории и 8 августа 1998 года назван в честь канцлера Российской империи Александра Горчакова.

## Обнаружение и именование
(5014) Горчаков
Открыт 19 сентября 1974 года в Крымской астрофизической обсерватории Л. И. Черных.
Назван в память о выдающемся государственном деятеле и одном из выдающихся дипломатов XIX века Александре Михайловиче Горчакове (1798—1883), министра иностранных дел России с 1856 по 1882 год. Назван по случаю 200-летия со дня его рождения.
Оригинальный текст (англ.)5014 Gorchakov
Discovered 1974 Sept. 19 by L. I. Chernykh at the Crimean Astrophysical Observatory.
Named in memory of Aleksandr Mikhailovich Gorchakov (1798—1883), an outstanding statesman and one of the eminent diplomats of the nineteenth century. He was Minister of Foreign Affairs of Russia from 1856 to 1882. Named on the occasion of the 200th anniversary of his birth.
Источники: 19980808/MPCPages.arc; M.P.C. 32345.

## Орбита

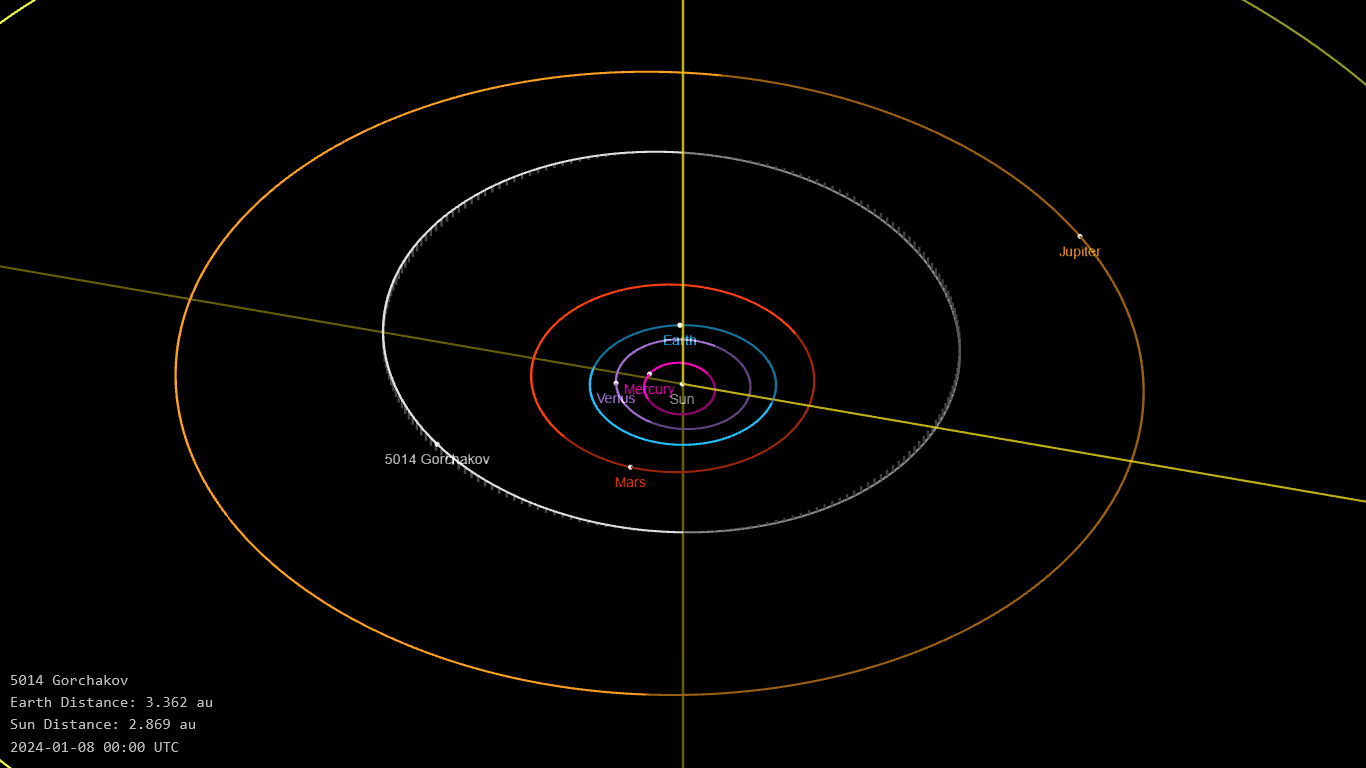
Орбита астероида Горчаков и его положение в Солнечной системе

## Физические характеристики
Астероид относится к таксономическому классу C.
По результатам наблюдений в видимом и ближнем инфракрасном диапазоне космического телескопа NEOWISE и наблюдений в инфракрасном диапазоне спутника Akari диаметр астероида оценивался равным 19,297±0,261 км, 22,32±1,11 км и 15,26±5,76 км. Согласно тем же источникам альбедо оценивается как 0,0570±0,0079, 0,043±0,005, 0,057±0,008 и 0,077±0,114.